# Oğuzlar (district)
Oğuzlar is een Turks district in de provincie Çorum en telt 7.930 inwoners (2007). Het district heeft een oppervlakte van 301,6 km². Hoofdplaats is Oğuzlar.
De bevolkingsontwikkeling van het district is weergegeven in onderstaande tabel.
| 1997  | 2000  | 2007  |
| ----- | ----- | ----- |
| 9.317 | 9.083 | 7.930 |